# Céline Garcia
Céline Garcia (de casada, Céline Cuisant-Garcia; Dole, 6 de enero de 1976) es una deportista francesa que compitió en remo.
Ganó una medalla de bronce en el Campeonato Mundial de Remo de 1995, en la prueba de dos sin timonel. Participó en dos Juegos Olímpicos de Verano, ocupando el décimo lugar en Atlanta 1996 (scull individual) y el octavo en Sídney 2000 (doble scull).

## Palmarés internacional
| Campeonato Mundial | Campeonato Mundial  | Campeonato Mundial | Campeonato Mundial |
| Año                | Lugar               | Medalla            | Prueba             |
| ------------------ | ------------------- | ------------------ | ------------------ |
| 1995               | Tampere (Finlandia) | Medalla de bronce  | Dos sin timonel    |